# Rhynchosia ciliata
Rhynchosia ciliata är en ärtväxtart som först beskrevs av Carl Peter Thunberg, och fick sitt nu gällande namn av George Claridge Druce. Rhynchosia ciliata ingår i släktet Rhynchosia och familjen ärtväxter. Inga underarter finns listade i Catalogue of Life.